# 伊拉克中央银行
伊拉克中央银行（英語：Central Bank of Iraq；缩写：CBI；阿拉伯语：‎）是伊拉克共和国的中央银行，总部位于巴格达。伊拉克中央银行的主要目标是确保国内价格稳定并发展基于竞争性市场的稳定金融体系。
伊拉克中央银行于1947年在君主制时期根据皇家法令成立，以前称为伊拉克国家银行，在美国占领伊拉克后根据2004年《伊拉克中央银行法》重新成立，授权资本为1000亿第纳尔。该银行的主要办事处位于巴格达的拉希德街，在巴士拉、摩苏尔、苏莱曼尼亚和阿尔贝拉设有四家分行。